# Gochsheim
Gochsheim là một đô thị ở huyện Schweinfurt bang Bayern, Đức. 